# Hallock (Minnesota)
Hallock – miasto w Stanach Zjednoczonych, w stanie Minnesota, siedziba administracyjna hrabstwa Kittson.